# Пам'ятник чехословацьким воїнам бригади Людвіка Свободи
Пам'ятник чехословацьким воїнам бригади Людвіка Свободи - Пам'ятник встановлений 1970 р. на честь Першої Чехословацької окремої піхотної бригади під командуванням полковника Л. Свободи яка у складі 51-го стрілецького корпусу 38-ї армії 1-го Українського фронту брала участь у боях за визволення Києва від нацистських окупантів.
Представляє з себе куб вирізаний з червоного граніту, з висіченим на ньому написом: "Тут у листопаді 1943 року воіни першої Чехословацької бригади під командуванням Людвіка Свободи пліч-о-пліч з Радянською армією героїчно билися за визволення Києва від німецько-фашистських загарбників"